# Hawaiian Gardens
Hawaiian Gardens és una ciutat dels Estats Units a l'estat de Califòrnia. Segons el cens del 2000 tenia 14.779 habitants.

## Demografia
Segons el cens del 2000, Hawaiian Gardens tenia 14.779 habitants, 3.507 habitatges, i 2.868 famílies. La densitat de població era de 5.944 habitants/km².
Dels 3.507 habitatges en un 52,4% hi vivien nens de menys de 18 anys, en un 53,8% hi vivien parelles casades, en un 19% dones solteres, i en un 18,2% no eren unitats familiars. En el 14,2% dels habitatges hi vivien persones soles el 5,8% de les quals corresponia a persones de 65 anys o més que vivien soles. El nombre mitjà de persones vivint en cada habitatge era de 4,21 i el nombre mitjà de persones que vivien en cada família era de 4,52.
Per edats la població es repartia de la següent manera: un 36,8% tenia menys de 18 anys, un 12,6% entre 18 i 24, un 30,1% entre 25 i 44, un 14,4% de 45 a 60 i un 6,2% 65 anys o més.
L'edat mediana era de 25 anys. Per cada 100 dones de 18 o més anys hi havia 102,4 homes.
La renda mediana per habitatge era de 34.500 $ i la renda mediana per família de 31.840 $. Els homes tenien una renda mediana de 21.074 $ mentre que les dones 20.643 $. La renda per capita de la població era de 10.728 $. Entorn del 19,8% de les famílies i el 22,1% de la població estaven per davall del llindar de pobresa.

## Poblacions més properes
El següent diagrama mostra les poblacions més properes.